# Lazarevkysten
Lazarevkysten – wybrzeże położone na Wyspie Piotra I, pomiędzy przylądkiem Cape Eva na północy a lodowcem Zavodovskijbreen na południu. Jego długość wynosi 19 km. Zostało nazwane na cześć rosyjskiego odkrywcy Michaiła Łazariewa, który odkrył wyspę 20 stycznia 1821 roku.